# BEST FRIENDS
《BEST FRIENDS》是日本女子偶像歌手真野惠里菜的第1張精選輯，於2013年2月6日發行。唱片公司為hachama。

## 概要
- 《BEST FRIENDS》是真野惠里菜出道以來的第1張精選輯，亦是真野惠里菜畢業前最後一張專輯。
- 與上一張專輯《More Friends Over》發行相距約11個月。
- 專輯收錄第1張單曲《少女的祈禱》至第13張單曲《NEXT MY SELF》共14首A面曲。
- 本作分為「初回限定盤」和「CD盤」2種版本。
- 「初回限定盤」收錄了影片《真野惠里菜 單曲解說》。
- 在2月18日於公信榜專輯週排行榜取得第35位。

## 收錄內容

### CD
1. NEXT MY SELF
（作詞、作曲：MIKOTO  編曲：鈴木俊介）
13th單曲、真野惠里菜的畢業單曲
2. 全部都喜歡（ゼンブダイスキ）
（作詞：三浦徳子 作曲：泰誠 編曲：大久保薫）
3. 黃昏交差點
（作詞、作曲：本上遼 編曲：原田勝通）
11th單曲、動畫《小鎮有你》的主題歌
4. Love & Peace = Paradise（Love & Peace = パラダイス）
（作詞：三浦徳子 作曲：経塚泰誠 編曲：大久保薫）
5th單曲
5. 這胸口的悸動（この胸のときめきを）
（作詞：三浦徳子 作曲：畠山俊昭 編曲：solaya）
4th單曲
6. 求求你…（お願いだから…）
（作詞：三浦徳子 作曲：経塚泰誠 編曲：河合英嗣）
7th單曲
7. 充滿活力地向前行!（元気者で行こう!）
（作詞：三浦徳子　作曲：畠山俊昭　編曲：河合英嗣）
8th單曲
8. 初體驗（はじめての経験）
（作詞：三浦徳子 作曲：KAN 編曲：たいせい）
2nd單曲
9. 謝謝大家。（みんな、ありがとう。）
（作詞：三浦徳子 作曲：小西裕子 編曲：SHIKI）
10. 少女的祈禱（乙女の祈り）
（作詞：三浦徳子　作曲：KAN　編曲：たいせい）
1st單曲
11. 青春的戀曲（青春のセレナーデ）
（作詞、作曲：淳君　編曲：板垣祐介）
9th單曲
12. Song for the DATE
（作詞・作曲：MIKOTO 編曲：河合英嗣）
12th單曲
13. 春之嵐（春の嵐）
（作詞：三浦徳子 作曲：淳君 編曲：江上浩太郎）
6th單曲
14. 世界是Summer Party（世界は サマー・パーティ）
（作詞：三浦徳子 作曲：KAN 編曲：佐々倉有吾）
3rd單曲
15. 心如鹿撞 Baby（ドキドキベイビー）
（作詞、作曲：本上遼 編曲：原田勝通）
11th單曲・舞台劇「キバコの會 第三回公演『ギターを待ちながら』」的主題歌
16. My Days for You
（作詞：NOBE 作曲：中島卓偉 編曲：鈴木俊介）
10th單曲
17. 練馬Calling!
（作詞：堤幸彦 作曲：武内享 編曲：武内享）

### DVD
1. 真野惠里菜 單曲解說
  1. OPENING
  2. 少女的祈禱
  3. 初體驗
  4. 世界是Summer Party
  5. 這胸口的悸動
  6. Love & Peace = Paradise
  7. 春之嵐
  8. 求求你…
  9. 充滿活力地向前行!
  10. 青春的戀曲
  11. My Days for You
  12. 心如鹿撞 Baby
  13. Song for the DATE
  14. NEXT MY SELF
  15. ENDING